# Aleksandr Zbrujew
Aleksandr Wiktorowicz Zbrujew, ros. Александр Викторович Збруев (ur. 31 marca 1938 w Moskwie) – radziecki i rosyjski aktor teatralny i filmowy.

## Wybrana filmografia
- 1962: Gwiaździsty bilet
- 1972: Big School-Break jako Ganża
- 1974: Romanca o zakochanych jako Igor Wołgin
- 1975: Opowieść o ludzkim sercu
- 1976: Melodie białych nocy
- 1986: Samotna pozna pana... jako Walentin
- 1989: Black Rose Is an Emblem of Sorrow, Red Rose Is an Emblem of Love jako ojciec Aleksandry
- 1991: Wewnętrzny krąg jako Stalin
- 1995: Wszystko będzie jak trzeba

i inne